# Anton Walter Freud
Anton Walter Sigmund Freud (geboren 3. April 1921 in Wien; gestorben 8. Februar 2004 in Oxted) war ein österreichischer Agent des britischen Nachrichtendienstes SOE, der an der Aufspürung von NS-Kriegsverbrechern beteiligt war.

## Leben

### Herkunft und frühe Jugend
Walter Freud war der Sohn des Rechtsanwalts Jean-Martin Freud und der Logopädin Esti Freud. Seine Schwester war Sophie Freud. Jean-Martin Freud war der älteste Sohn des Psychoanalytikers Sigmund Freud.
Nach dem Besuch des Realgymnasiums in Wien wechselte Walter Freud an die Tagesschule eines Landeserziehungsheims.

### Zeit des Nationalsozialismus
Beim Anschluss Österreichs wurde er wie viele Wiener Juden gezwungen, vor Hitlers Einzug die Straße zu putzen.
Seine Mutter und seine Schwester flohen nach Paris, er mit dem Vater nach England. Dort schloss er seine Schullaufbahn ab und nahm ein Studium der Luftfahrttechnik auf.
Infolge des Frankreichfeldzuges der Wehrmacht wurde Freud im Juni 1940 als „feindlicher Ausländer“ (enemy alien) ebenso wie sein Vater auf der Isle of Man interniert. Bald darauf wurde er mit 2000 weiteren Emigranten mit dem Truppentransporter Dunera nach Australien verbracht, wo er über Sydney ins Lager Hay (Outback) überstellt wurde. Im Oktober 1941 konnte er aufgrund der veränderten politischen Stimmungslage gegenüber Emigranten nach England zurückkehren.
Dort meldete Freud sich zum Dienst beim Pioneer Corps. Schließlich ließ sich er vom SOE werben, absolvierte dort eine intensive Ausbildung und wurde nach Süditalien verlegt. Dort musste er längere Zeit auf einen Einsatz warten, bis er mit fünf weiteren SOE-Agenten Ende April 1945 über der Obersteiermark mit dem Fallschirm absprang. Nach der Landung konnte er seine Kameraden nicht wieder finden und schlug sich nach Zeltweg durch, wo er den Kommandanten des örtlichen Flugplatzes zur Aufgabe aufforderte. Freud wurde in deutschen Gewahrsam genommen und auf dem Weg nach Waidhofen an der Ybbs Angehörigen der US-Armee übergeben. Am 8. Mai 1945 traf er wieder in London ein.
Im Herbst 1945 kehrte er nach Deutschland zurück und gehörte dort dem in Bad Oeynhausen stationierten War Crimes Investigation Team (WCIT) No. 2 an, einer Einheit zur Aufklärung und Verfolgung von Kriegsverbrechen. Freud führte unter anderem die Ermittlungen gegen Angehörige der Firma Tesch & Stabenow (Testa), die Zyklon B an Konzentrationslager geliefert hatte. Neben Bruno Tesch verhörte er u. a. auch den ehemaligen Lagerkommandanten des KZ Auschwitz Rudolf Höss. Auch die Ermittlungen zum Kindermord am Bullenhuser Damm in Hamburg oblagen Freud. Freud konnte den ehemaligen SS-Standortarzt Alfred Trzebinski des KZ Neuengamme am 1. Februar 1946 aufspüren und zum Kindermord befragen. Freud führte auch mit weiteren am Kindermord Beteiligten wie Johann Frahm Verhöre durch und so konnte dieses Verbrechen im Neuengamme-Hauptprozess und Nebenprozessen als Tatgegenstand einfließen und geahndet werden. Freud schied 1947 im Rang eines Majors aus dem Dienst aus.

### Nach dem Zweiten Weltkrieg
1946 heiratete er Vibeke Annette Krarup. Das Paar bekam drei Kinder, darunter David Freud, Baron Freud. Freud absolvierte ein Chemiestudium und war danach bis zu seinem Ruhestand 1977 bei mehreren britischen Firmen tätig. Im Ruhestand betrieb er Genealogie und verfasste Schriften zu seinen Erlebnissen während und nach dem Zweiten Weltkrieg.
Walter Freud starb krankheitsbedingt im Februar 2004. Seine Asche befindet sich im Golders Green Crematorium in London.